# Zhang Yin
Dans ce nom chinois, le nom de famille, Zhang, précède le nom personnel.
Pour les articles homonymes, voir Zhang.
Zhang Yin (née en 1957 ou 1958), aussi connue sous son nom hong-kongais Cheung Yan, est une femme d'affaires chinoise.
Elle est considérée, en octobre 2006, comme la personne la plus riche de Chine. Elle est la fondatrice et propriétaire de Nine Dragons Paper, groupe chinois de recyclage de papier et premier producteur de papier d'emballage de Chine. 

## Biographie
En octobre 2006, elle est devenue à 49 ans, la première femme à figurer en tête du classement des grandes fortunes chinoises publié chaque année par l'Hurun Report, un magazine chinois. La BBC a évalué la fortune de Zhang Yin à 3,4 milliards de dollars, devenant ainsi la self-made woman la plus riche du monde devant Oprah Winfrey et J. K. Rowling. L'introduction de son groupe en bourse lui a permis de multiplier par neuf sa fortune en moins d'un an, la faisant ainsi passer de la 36e à la 1re place des personnes les plus riches de Chine.
Fille d'un officier de l'armée populaire chinoise, elle est née en 1958 dans une province éloignée du nord de la Chine, ainée d'une fratrie de huit enfants. En 1985, elle quitte Guangdong pour se lancer dans une petite entreprise de recyclage de papier à Hong Kong où elle se marie avec un Taïwanais. En 1990, elle part pour les États-Unis où elle crée America Chung Nam, entreprise spécialisée dans le courtage de papiers usagés. À l'ouverture de la Chine au début des années 1990, elle réinvestit en Chine continentale. Elle exportera ainsi massivement du papier usagé vers ses usines chinoises où il est recyclé en produits de conditionnement pour différents groupes internationaux. 
Les analystes[réf. souhaitée] expliquent sa réussite par le fait qu'elle a bâti les fondations de son entreprise en dehors de l'opaque économie chinoise (Hong Kong puis les États-Unis), par sa très bonne connaissance de la Chine et par le fait d'évoluer dans un secteur jugé peu stratégique par le gouvernement chinois, donc avec peu d'intervention de ce dernier ou du Parti dont beaucoup des actuels magnats de l'économie chinoise sont ou membres ou avec des accointances avec le pouvoir de Pékin[réf. souhaitée].

## Sources
- Hurun Report 2006 China Rich List
- BBC News, Woman tops China's new rich list, 11 October 2006